# Ossido di tributilstagno
L'ossido di tributilstagno (TBTO) è un composto organometallico della famiglia degli organostannici, ossia quei composti caratterizzati da un atomo di stagno legato covalentemente ad uno o più sostituenti organici. Si presenta come un liquido viscoso giallo ed è poco solubile in acqua, ma altamente in solventi organici.
In passato, veniva utilizzato ampiamente come additivo per le vernici antivegetative utilizzate per gli scafi delle imbarcazioni. Agli inizi degli anni '90, fu scoperto il danno che produceva sull'ambiente marino a causa della sua elevata tossicità (biocida) sui molluschi e di permanenza nei sedimenti marini. Nel 1999 ne venne vietato l'utilizzo nella risoluzione IMO A.895 (21) dell’Organizzazione marittima internazionale (IMO).